# Canna (unità di misura)
La canna è un'antica unità di misura italiana, ed in particolare un'unità di lunghezza. Il suo valore variava da località a località.
- Capuana: m. 2,1768707 (secolo IX-XV)[1]
- Genovesato: m. 2,49095
- Napoletana:
  - canna: m. 2,10936 (editto del 6 aprile 1480)
  - canna: m. 2,6455026 (Legge 6 aprile 1840)
  - canna agrimensoria: m² 6,998684 (Legge 6 aprile 1840)
- Bari delle Puglie: m. 2,109360
- Romagna: m. 1.9928
- Sicilia: m. 2,062
- Toscana
  - canna agrimensoria o (pertica di 5 braccia): m. 2,9183 Tabella conversione metrica 1860

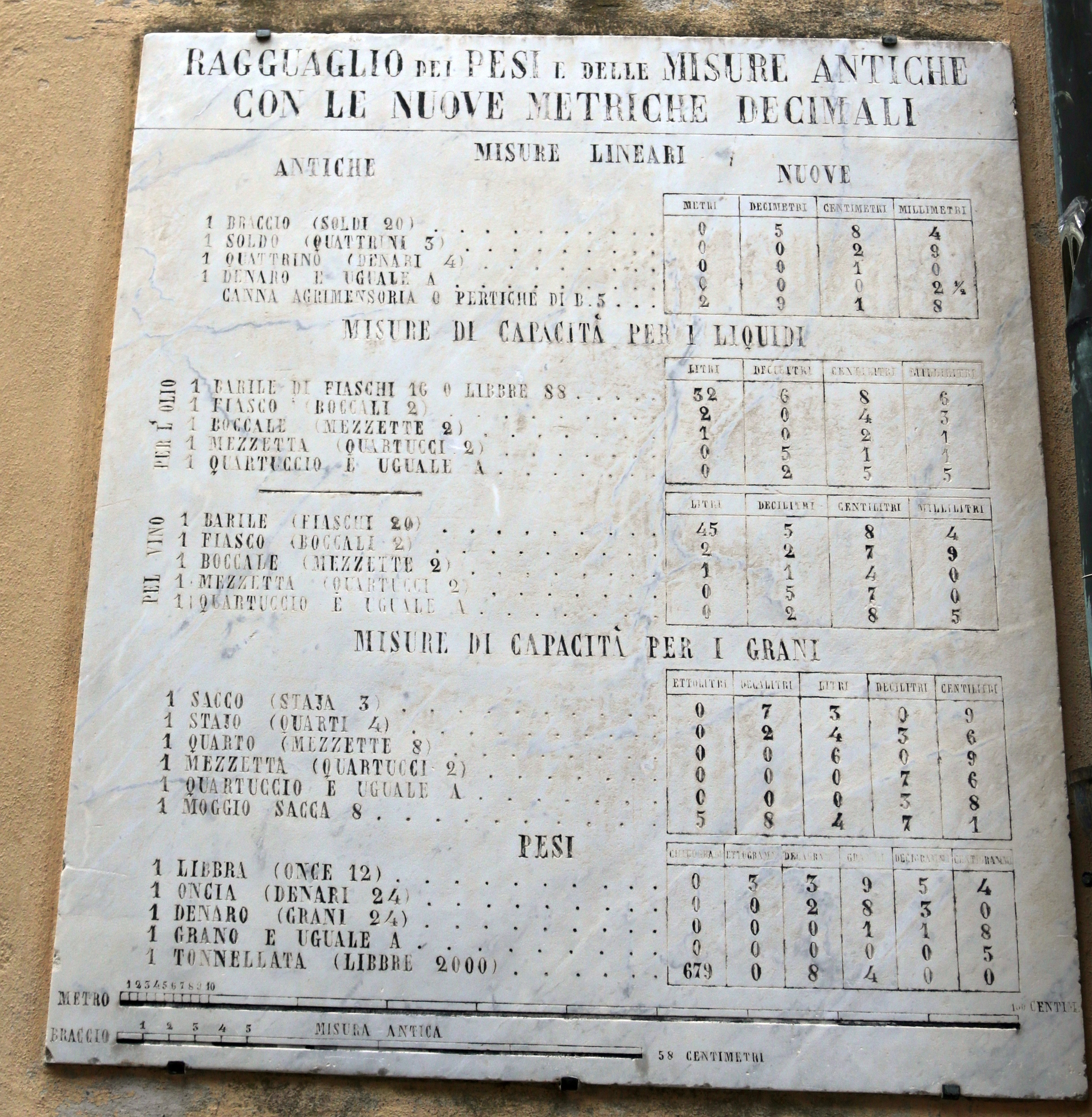
Tabella conversione metrica 1860

  - canna per stoffe: m. 0,58366
- Roma
  - canna architettonica: m. 2,234
  - canna mercantile: m. 1,992
- Teramo: m. 3,17